# Akademicki Związek Sportowy

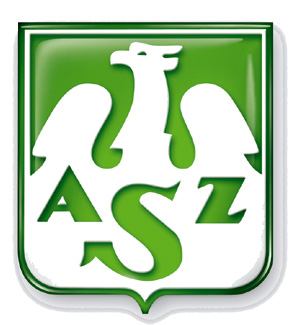
Logo des AZS

Akademicki Związek Sportowy (AZS) (deutsch Akademischer Sportbund) ist ein in Polen tätiger studentischer Sportverband. Es handelt sich um eine Organisation, die sich mit dem Sport in der polnischen akademischen Gemeinschaft befasst und fast 50.000 Menschen an über 200 Universitäten vereint.